# Mikołów

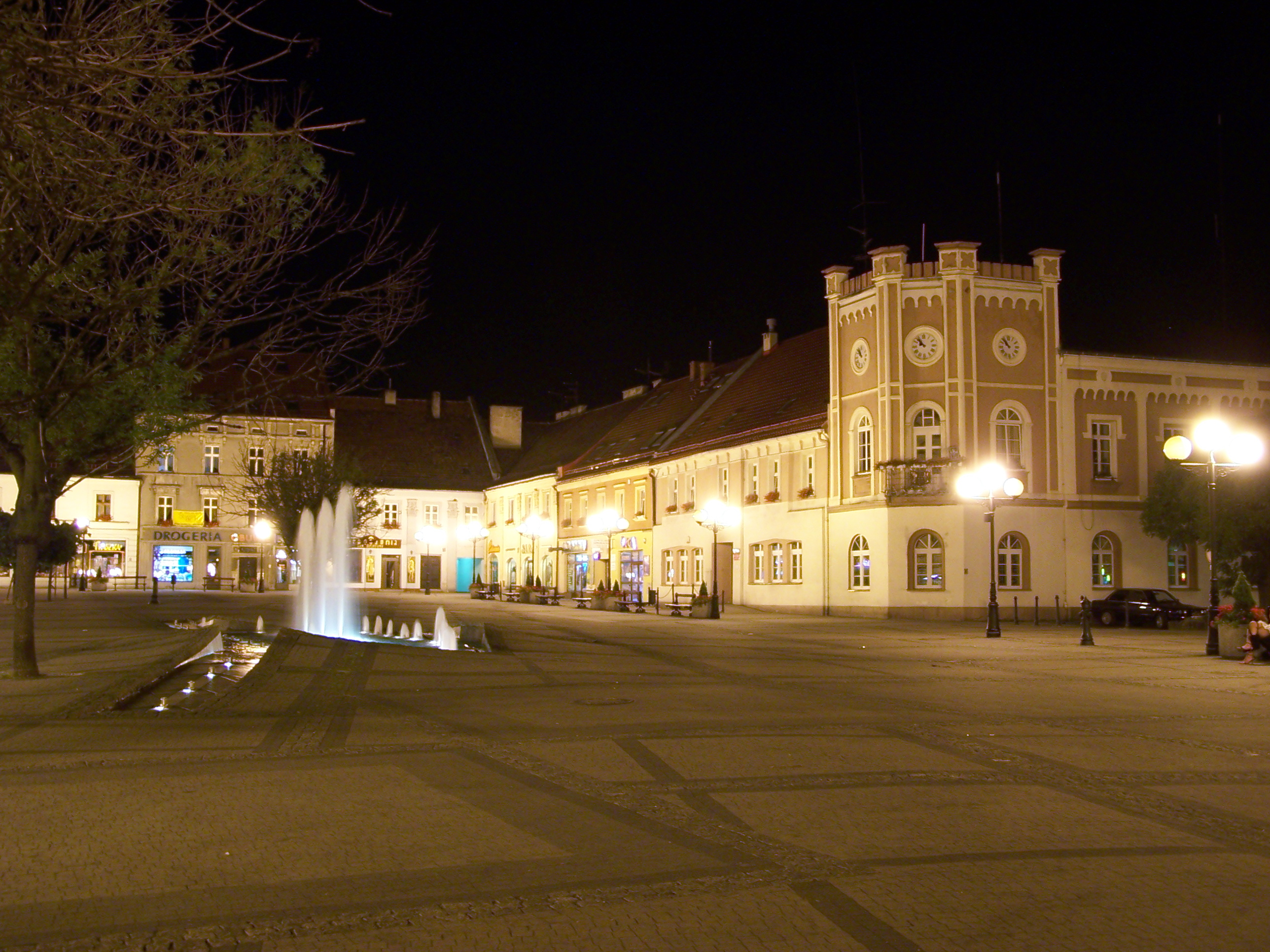

Mikołów este un oraș în Polonia.